# Kompania graniczna KOP „Raków”

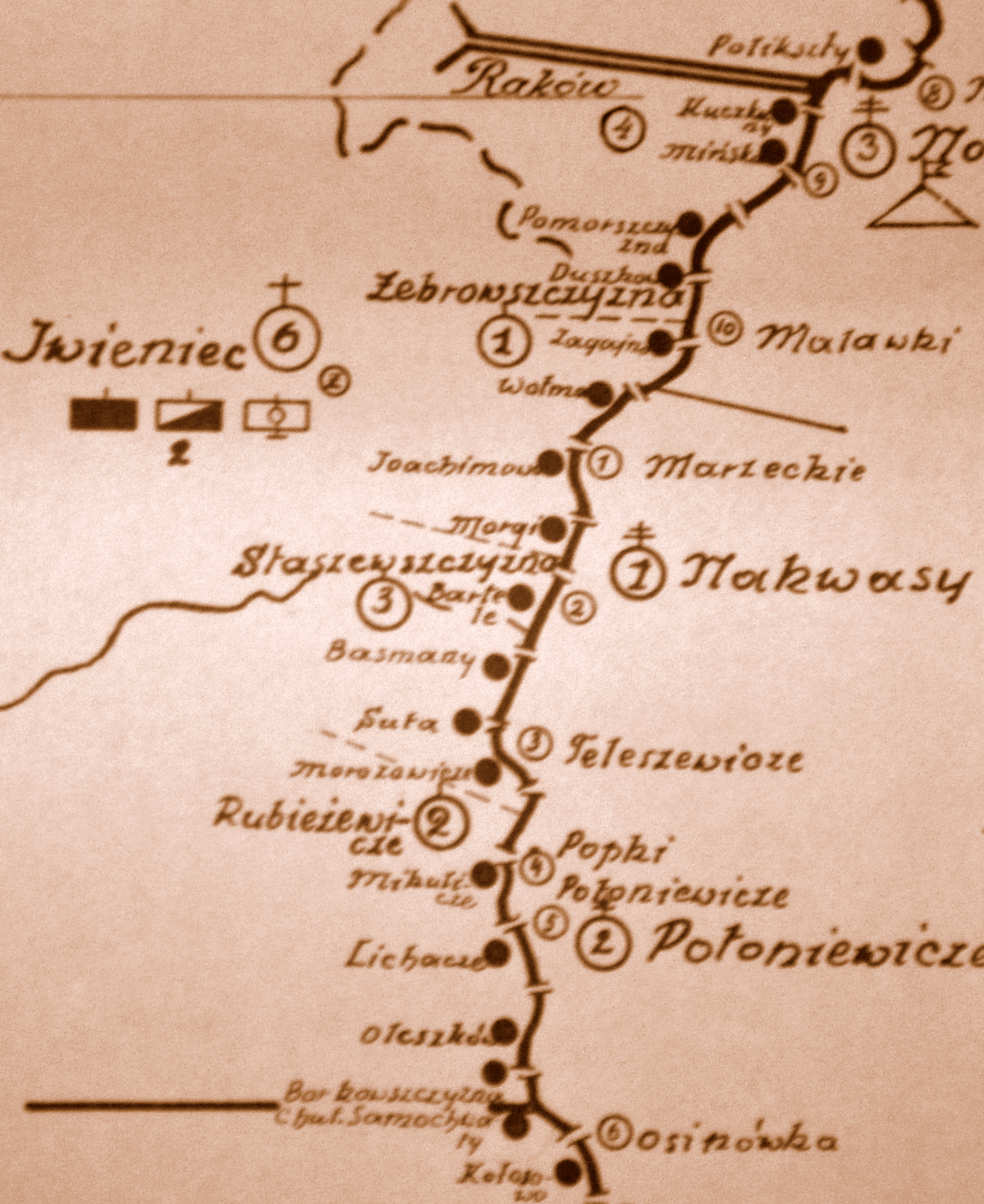
Rozmieszczenie batalionu KOP „Iwieniec” w 1931

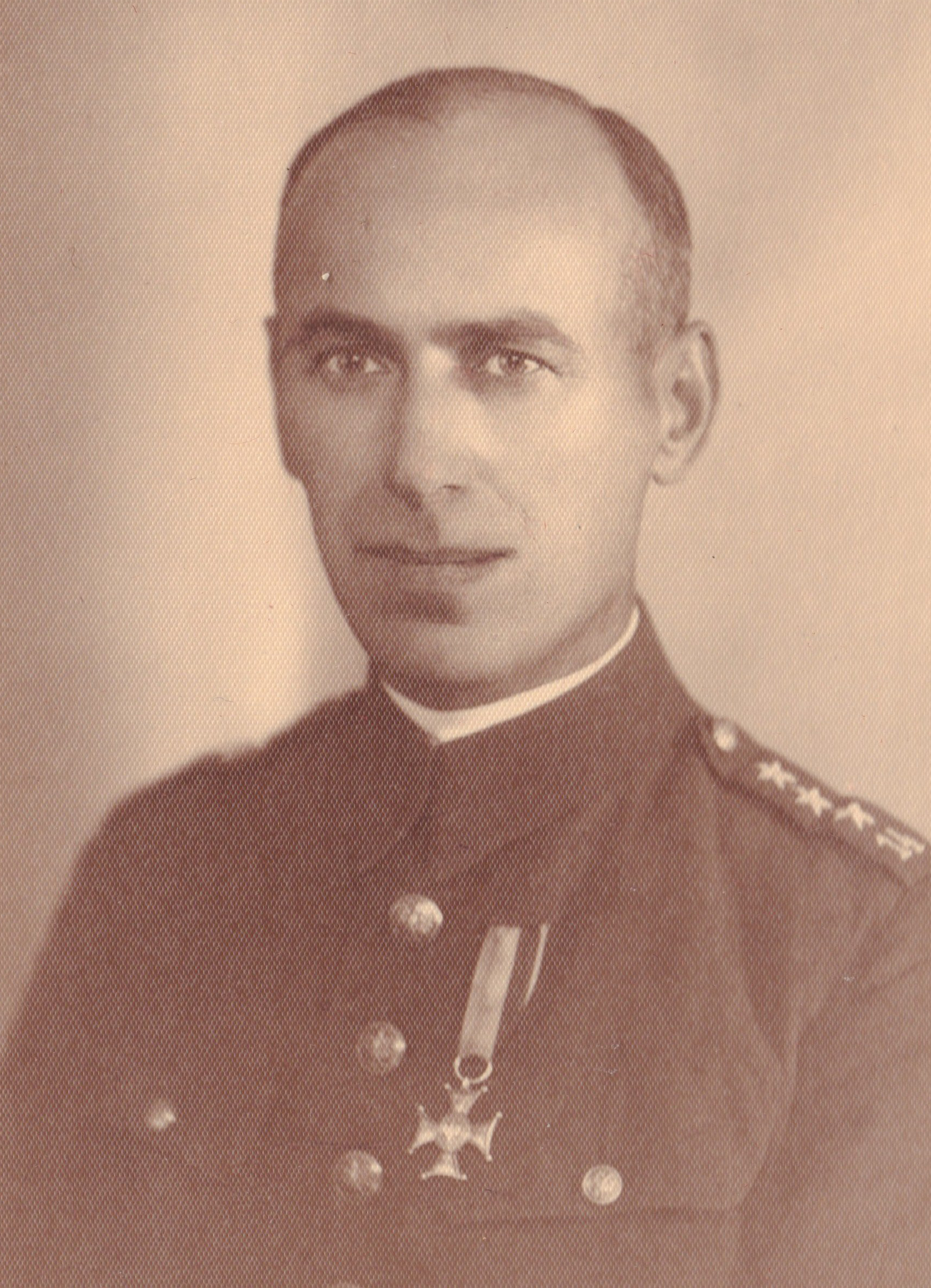
Kapitan 14 pp Antoni Berger – w połowie lat 30. dowodził kompanią graniczną KOP „Raków”

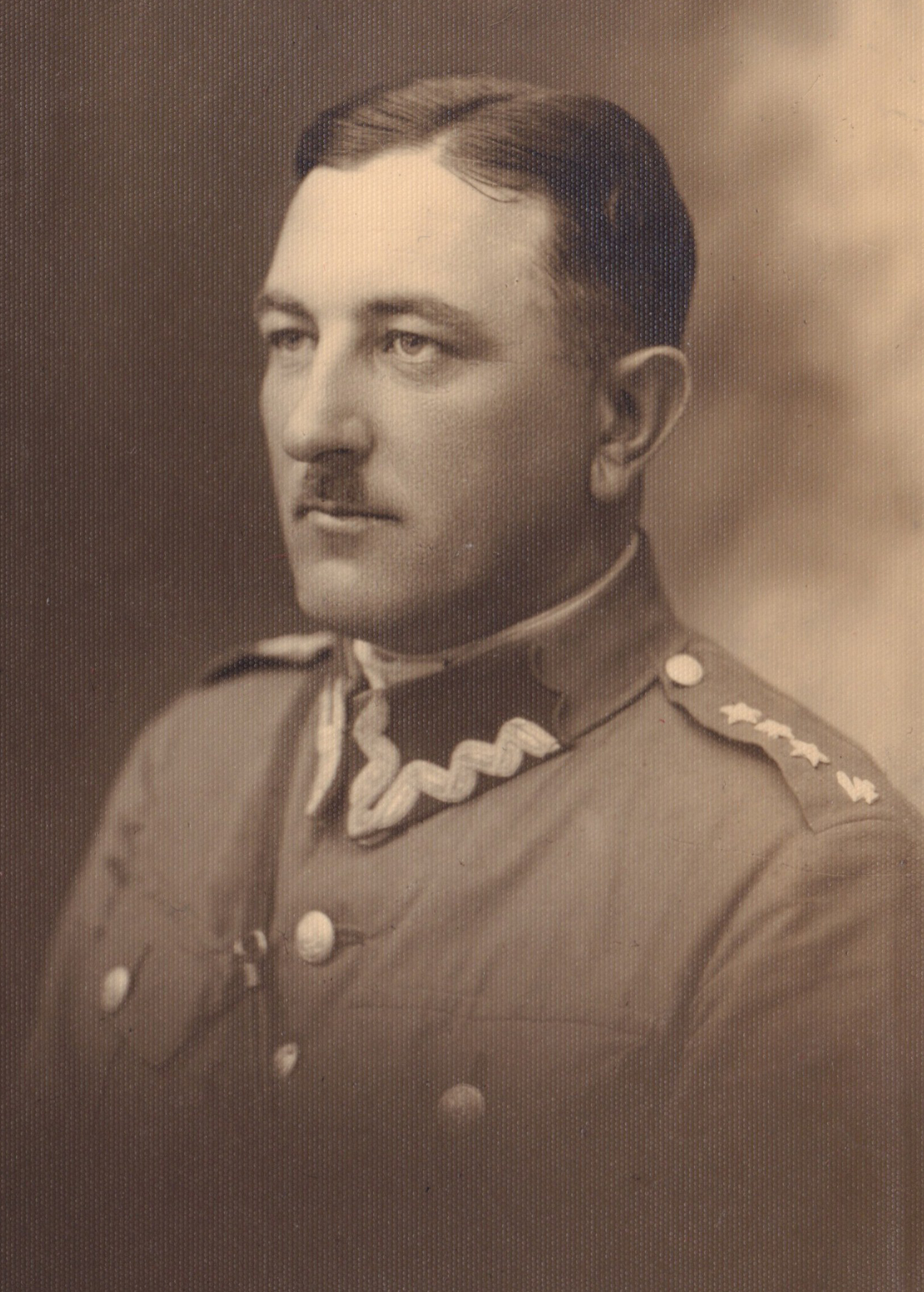
Kapitan 14 pp Emil Zawisza – w latach 1935–1936 dowodził kompanią graniczną KOP „Raków”

Kompania graniczna KOP „Raków” – pododdział graniczny Korpusu Ochrony Pogranicza pełniący służbę ochronną na granicy polsko-radzieckiej.

## Geneza
Do czasu zakończenia wojny polsko-bolszewickiej, czyli do jesieni 1920, wschodnią granicę państwa polskiego wyznaczała linia frontu. Dopiero zarządzeniem z 6 listopada 1920 utworzono Kordon Graniczny Ministerstwa Spraw Wojskowych. W połowie stycznia 1921 zmodyfikowano formę ochrony granicy i rozpoczęto organizowanie Kordonu Granicznego Naczelnego Dowództwa WP. Obsadzony on miał być przez żandarmerię polową i oddziały wojskowe. Latem 1921 ochronę granicy wschodniej postanowiło powierzyć Batalionom Celnym. W Rakowie rozmieszczono dowództwo i pododdziały sztabowe 32 batalionu celnego. 
W drugiej połowie 1922 przeprowadzono kolejną reorganizację organów strzegących granicy wschodniej. 1 września 1922 bataliony celne przemianowano na bataliony Straży Granicznej. W rejonie odpowiedzialności przyszłej kompanii granicznej KOP „Raków” służbę graniczną pełniły pododdziały 32 batalionu Straży Granicznej. 
Już w następnym zlikwidowano Straż Graniczną, a z dniem 1 lipca 1923 pełnienie służby granicznej na wschodnich rubieżach powierzono Policji Państwowej. 
W sierpniu 1924 podjęto uchwałę o powołaniu Korpusu Ochrony Pogranicza – formacji zorganizowanej na wzór wojskowy, a będącej w etacie Ministerstwa Spraw Wewnętrznych.

## Formowanie i zmiany organizacyjne
Na podstawie rozkazu szefa Sztabu Generalnego L. dz. 12044/O.de B./24 z 27 września 1924, w pierwszym etapie organizacji Korpusu Ochrony Pogranicza sformowano 6 batalion graniczny , a w jego składzie 13 kompanię graniczną KOP „Raków”.
W 1930 kompanii nadano imię 41 Suwalskiego pułku piechoty.
W 1934 w batalionie KOP „Iwieniec” dokonano pewnych zmian strukturalnych. Z dniem 1 grudnia 1934 kompanii przybyła strażnica „Kuczkuny”. Latem 1936 dowódca KOP polecił wyłączyć ze składu batalionu KOP „Iwieniec” 2 kompanię graniczną „Rubieżewicze” i włączyć ją jako 4 kompanię graniczną batalionu KOP „Stołpce”. Odcinek ochraniany przez kompanię włączono w rejon odpowiedzialności dowódcy batalionu KOP „Stołpce”. Dotychczasowa 4 kompania graniczna KOP „Raków” batalionu KOP „Iwieniec” otrzymała numer 2 . W listopadzie 1936 kompania liczyła 2 oficerów, 7 podoficerów, 5 nadterminowych i 83 żołnierzy służby zasadniczej.
W 1939 2 kompania graniczna KOP „Raków” podlegała nadal dowódcy batalionu KOP „Iwieniec”.

## Służba graniczna
Podstawową jednostką taktyczną Korpusu Ochrony Pogranicza przeznaczoną do pełnienia służby ochronnej był batalion graniczny. Odcinek batalionu dzielił się na pododcinki kompanii, a te z kolei na pododcinki strażnic, które były „zasadniczymi jednostkami pełniącymi służbę ochronną”, w sile półplutonu. Służba ochronna pełniona była systemem zmiennym, polegającym na stałym patrolowaniu strefy nadgranicznej i tyłowej, wystawianiu posterunków alarmowych, obserwacyjnych i kontrolnych stałych, patrolowaniu i organizowaniu zasadzek w miejscach rozpoznanych jako niebezpieczne, kontrolowaniu dokumentów i zatrzymywaniu osób podejrzanych, a także utrzymywaniu ścisłej łączności między oddziałami i władzami administracyjnymi. Miejscowość, w którym stacjonowała kompania graniczna, posiadała status garnizonu Korpusu Ochrony Pogranicza.
4 kompania graniczna „Raków” w 1934 ochraniała odcinek granicy państwowej szerokości 14 kilometrów 955 metrów. Po stronie sowieckiej granicę ochraniały zastawy „Nowe Pole” i „Malawki” z komendantury „Nowe Pole” .
Wydarzenia
- 19 stycznia 1928 dowódca strażnicy Duszków sierż. zaw. Aleksander Ucikin zastrzelił żołnierza sowieckiego w pasie neutralnym. Dochodzenie prowadził posterunek żandarmerii KOP[19].
- W meldunku sytuacyjnym z 26 stycznia 1925 napisano:

21 stycznia 1925 o godz. 3.00 rano na pododcinku nr 13 Raków obok słupa 647 patrol zatrzymał dwóch osobników, którzy usiłowali przekroczyć granicę do Polski. Po zatrzymaniu próbowali przekupić żołnierzy. Przekazani zostali wraz z towarem do ekspozytury celnej w Rakowie.
Kompanie sąsiednie:
- 1 kompania graniczna KOP „Dubrowa” ⇔ 1 kompania graniczna KOP „Żebrowszczyzna” – 1928[21], 1929[22], 1931[18] , 1932[23], 1934[24], 1938[25]

## Struktura organizacyjna
| Struktura organizacyjna kompanii granicznej KOP „Raków” | Struktura organizacyjna kompanii granicznej KOP „Raków” | Struktura organizacyjna kompanii granicznej KOP „Raków” | Struktura organizacyjna kompanii granicznej KOP „Raków” |
| ------------------------------------------------------- | ------------------------------------------------------- | ------------------------------------------------------- | ------------------------------------------------------- |
| Lata                                                    | 1928-1934                                               | 1938                                                    | 17 września 1939                                        |
| Strażnice                                               | strażnica KOP „Kuczkuny”                                | strażnica KOP „Kuczkuny”                                | strażnica KOP „Kuczkuny”                                |
| Strażnice                                               | strażnica KOP „Mińska”                                  | strażnica KOP „Pomorszczyzna”                           | strażnica KOP „Pomorszczyzna”                           |
| Strażnice                                               | strażnica KOP „Pomorszczyzna”                           |                                                         |                                                         |
| Strażnice                                               | strażnica KOP „Duszków”                                 |                                                         |                                                         |
| Inne                                                    |                                                         |                                                         | pluton odwodowy                                         |

## Dowódcy kompanii
| stopień | Imię i nazwisko     | okres pełnienia służby   | kolejne stanowisko                          |
| ------- | ------------------- | ------------------------ | ------------------------------------------- |
| kapitan | Lucjan Stokowski    | był IV 1927 dowódcą 4 kg |                                             |
| kapitan | Jan Wachowsk        | był 30 IV 1930 −         |                                             |
| kapitan | Jan I Szczepaniak   | 8 III 1931 − 30 VI 1933  | (chory) przeniesiony w stan spoczynku       |
| kapitan | Zdzisław Dunikowski | był I 1933 -             | kwatermistrz batalionu                      |
| kapitan | Antoni Berger       | był 1 IV 1934 -          | adiutant batalionu                          |
| kapitan | Zdzisław Dunikowski | V 1934 - 4 V 1935        | kwatermistrz batalionu                      |
| kapitan | Emil Zawisza        | 5 V 1935 - 8 X 1936      | dowódca 2 kompanii granicznej „Rubieżewice” |
| kapitan | Edward Hecht        | VI 1937 – 1939           |                                             |